# Ак-Буура-2
Ак-Буура-2 (кирг. Ак-Буура-2) — село в Кара-Сууском районе Ошской области Кыргызстана. Входит в состав Папанского айылного аймака.

## География
Село расположено в северо-западной части области, на берегу арыка Каирма, на расстоянии приблизительно 23 километров (по прямой) к юго-западу от города Кара-Суу, административного центра района.

## История
Населённый пункт получил статус села 28 июля 2015 года.

## Население
Согласно оценочным данным Национального статистического комитета Кыргызской Республики, численность населения села на начало 2023 года составляла 688 человек.
| год     | 2020 | 2021 | 2023 |
| ------- | ---- | ---- | ---- |
| человек | 639  | 659  | 688  |